# Katarzyna Pierścionek
Katarzyna Pierścionek (ur. 22 maja 1981 w Sosnowcu) – polska aktorka.
W 2007 roku ukończyła Policealną Szkołę Aktorską "Spot" w Krakowie. Jest asystentką reżysera w Krakowskiej Operze Kameralnej. Jest również absolwentką teatrologii na Uniwersytecie Śląskim w Katowicach.

## Filmografia
- 2004–2006: W11 – Wydział Śledczy jako ona sama
- 2005: Detektywi jako ona sama
- 2006: Kopciuszek jako klientka
- 2007: Pierwsza miłość jako siostra Ilony Bartoszak
- 2007: Determinator jako Julcia, córka Ewy Kopackiej
- 2009: Sprawiedliwi jako Marlena
- 2009–2010: M jak miłość jako koleżanka Marzeny
- 2009: Na Wspólnej jako Oliwia
- 2009: 39 i pół jako Ulka
- 2009–2010: Samo życie jako Barbara Strzelecka-Wrońska
- 2010: Złotopolscy jako Marcysia Biernacka-Złotopolska[1]
- 2010: Ojciec Mateusz jako Eliza Ziółkowska, kochanka Szulca
- 2010: Śniadanie do łóżka jako dziennikarka
- 2011: Prosto w serce jako hostessa
- 2011: Wiadomości z drugiej ręki jako koleżanka Jacka
- 2011: Na dobre i na złe jako Martyna
- 2012–2017: Klan jako Roma, współwłaścicielka "Akademii Niemowlaka"
- 2013–2014: Ojciec Mateusz jako pielęgniarka Basia
- 2013: Barwy szczęścia jako Oliwia, była kochanka Korzeniaka
- 2016: Bodo jako Basia, wielbicielka Eugeniusza